# Comté de Clark (Wisconsin)
Pour les articles homonymes, voir Comté de Clark.
Le comté de Clark est un comté situé dans l'État du Wisconsin aux États-Unis. Son siège est Neillsville. Selon le recensement de 2000, sa population était de 33 557 habitants. 

## Comtés limitrophes
|                    | Comté de Taylor  |                   |
| Comté d'Eau Claire | Nom ?            | Comté de Marathon |
|                    | Comté de Jackson | Comté de Wood     |

### Démographie
| Groupe                           | Comté de Clark | Wisconsin | États-Unis |
| -------------------------------- | -------------- | --------- | ---------- |
| Blancs                           | 96,1           | 86,2      | 72,4       |
| Autres                           | 2,5            | 2,4       | 6,2        |
| Métis                            | 0,6            | 1,8       | 2,9        |
| Amérindiens                      | 0,5            | 1,0       | 0,9        |
| Asiatiques                       | 0,4            | 2,3       | 4,8        |
| Afro-Américains                  | 0,2            | 6,3       | 12,6       |
| Total                            | 100            | 100       | 100        |
|                                  |                |           |            |
| Hispaniques et Latino-Américains | 3,7            | 5,9       | 16,7       |

Selon l'American Community Survey, pour la période 2011-2015, 82,91 % de la population âgée de plus de 5 ans déclare parler anglais à la maison, alors que 8,89 % déclare parler l'allemand de Pennsylvanie, 3,96 % l'allemand, 3,53 % l'espagnol et 0,71 % une autre langue.